# Bolostromus insularis
Bolostromus insularis is een spinnensoort uit de familie Cyrtaucheniidae. De soort komt voor in Saint Vincent.